# Classical Mushroom
Classical Mushroom è il secondo album in studio del gruppo israeliano trance Infected Mushroom pubblicato il 2 gennaio 2000 da BNE.

## Il disco
Come suggerisce il nome, il lavoro fu un esperimento che combinava i suoni tipici della trance del tempo con melodie e strumenti propri della musica classica europea, come il pianoforte presente in Bust a Move, nella sezione d'archi di The Shen, nei violini di Nothing Comes Easy e nel piano e negli archi di The Missed Symphony.

## Tracce
CD (BNE 93558)
Testi e musiche di Infected Mushroom.
1. Bust a Move – 8:21
2. None of This Is Real – 6:22
3. Sailing in the Sea of Mushroom – 8:18
4. The Shen – 8:33
5. Disco Mushroom – 8:46
6. Dracul – 8:00
7. Nothing Comes Easy – 7:26
8. Mush Mushi – 7:36
9. The Missed Symphony – 10:25

Durata totale: 73:47